# 북로남왜
북로남왜(北虜南倭)는 명나라 가정제 때 남북으로부터 외적에게 둘러쌓여 위협을 받던 것을 말하는데 북로는 북쪽의 타타르인을, 남왜는 남쪽의 왜구를 뜻한다. 명나라 통치상의 문제점도 드러나는 등 정치가 혼란해지기 시작하는 시기이기도 하다.

## 북로
홍무제가 북쪽 초원 지대로 쫓아낸 원나라의 잔존 세력은 북원이 되었다가 분열하여 오이라트부와 타타르로 쪼개졌다. 처음에는 오이라트의 세력이 강해 초원 지대의 패권을 장악하고 명나라의 북쪽 국경을 위협했다.
1449년(정통 14년) 오이라트의 에센 타이시는 명나라와 싸워 정통제를 포로로 잡는 대승리를 거두었는데 이것이 토목의 변이다. 정통제는 결국 아무런 조건 없이 명나라로 돌아갈 수 있었지만 이후에도 한동안 오이라트는 만리장성 안쪽에서 명나라를 위협했다. 하지만 그 사이에 타타르가 세력을 확대하기 시작했고 투메드부의 알탄 칸이 가정 연간에 중원에까지 진출하여 명나라를 위협하기에 이르렀다.
1546년(가정 25년) 알탄은 칸을 칭했고 명나라에 대해 화평을 맺을 것과 호시를 열 것을 요구했다. 하지만 이는 곧 조공 무역을 뜻하는 것이었는데 전통적으로 조공 무역은 명나라가 손해를 보는 구조였다. 경제 사정이 여의치 않던 당시의 명나라는 이를 거절했고 분노한 알탄 칸은 1550년(가정 29년) 6월 대동을 유린하고 북경을 포위했다. 이것이 경술의 변이다. 타타르의 위협에 굴복한 명나라는 타타르와 재협상에 나섰고 결국 호시를 열었다. 이로써 1553년(가정 32년) 이후 명나라 북쪽 국경은 한동안 평온해질 수 있었다.
1570년(융경 4년) 알탄 칸의 손자 바한나기가 명나라에 투항하자 이를 구하기 위해 알탄 칸은 명나라와 교섭에 나섰다. 1571년(융경 5년) 합의에 이르러 명나라는 알탄 칸을 순의왕에 봉하고 북변에 11개의 호시를 열어 무역하는 것을 허용했다. 이후 명나라와 타타르는 정식 군신 관계를 맺었고 명나라의 북부와 서부는 비로소 안정을 되찾았다. 이 안정기는 1세기 동안 이어졌고 북쪽 국경이 다시 소란스러워지는 것은 여진족이 흥성하여 후금을 세운 뒤의 일이다.

## 남왜
15세기 전반 영락제의 치세 때는 정화의 원정 등 해외 진출에 적극적이었다. 하지만 선덕제 때부턴 해금정책을 펼치면서 방침을 바꾸었다. 해금정책 이후 명나라는 일본에 대해서만 감합을 통한 명일무역을 허용했다. 하지만 1523년(가정 2년) 일어난 닝보의 난으로 인해 명일무역은 중단되었다. 비슷한 시기 포르투갈인들이 가우룽 튄문구를 점령하는 등 명나라는 남동부 연해에서 영향력이 퇴조하기 시작했다.
명나라가 명일무역을 중단하면서 무역업에 종사하던 일본의 상인들은 큰 타격을 입었다. 이들은 살기 위해 해적으로 변신했는데 사실 이런 해적들 중에는 일본인보단 일본과의 무역에 종사하던 중국인 출신이 더 많았다.
한동안 남쪽 연안에서 날뛰던 왜구들은 호종헌·척계광·유대유 등의 활약으로 가정 말년에 이르르면 대부분 그 위세를 잃게 되었다.

## 이후
가정제 때 있었던 북로남왜는 명나라의 안보 위기를 여실히 보여주었다. 이를 극복하기 위해 융경제는 해금을 완화하고 한정적이나마 무역을 허용하는 것으로 이를 해결하고자 했다.

## 같이 보기
- 오이라트부
- 타타르
- 왜구